# Aeroportul Myeik
Aeroportul Myeik (IATA: MGZ, ICAO: VYME) este un aeroport din Myeik⁠(d), Myeik District⁠(d), Tanintharyi Region⁠(d), Myanmar ce deservește zona Myeik⁠(d). A fost numit după zona deservită.
Situat la o altitudine de 15 m, aeroportul dispune de o singură pistă.